# Akihisa Ikeda
Akihisa Ikeda (池田晃久, Nichinan, 25 oktober 1976) is een Japans mangaka. Zijn meest bekende werk is de manga Rosario + Vampire.

## Biografie
Ikeda debuteerde met Kiruto in 2002 in het magazine Monthly Shonen Jump. Rosario + Vampire werd vanaf maart 2004 in ditzelfde tijdschrift gepubliceerd. Later werd de reeks verdergezet in Jump Square als Rosario+Vampire: Season II. De reeks werd verwerkt tot een hoorspel en een anime. De reeks liep ten einde in maart 2014.

## Invloeden
Ikeda houdt van kinds af aan al van vampieren en monsters. Hij leest ook graag detectiveromans. In een interview tijdens Lucca Comics 2012 stelde Ikeda dat hij een grote fan is van Tim Burton. De films The Nightmare Before Christmas en Edward Scissorhands vormden een grote inspiratiebron voor hem, omdat de monsters in deze films een gevoelige ziel hebben.

## Werkselectie
- Kiruto (2002)
- Rosario + Vampire (2004–2007)
- Rosario + Vampire Season II  (2008–2014)

- Biblioteca Nacional de España: XX5549384
- Gemeinsame Normdatei: 1051730902
- International Standard Name Identifier: 0000 0001 1862 3597
- Library of Congress Control Number: no2008187892
- Bibliotheek van het Japanse parlement: 00889865
- Trove: 1459641
- Virtual International Authority File: 66301238
- WorldCat: E39PBJyMdmXHTPTbX4t9rMDTHC